# Miconia coloradensis
Miconia coloradensis är en tvåhjärtbladig växtart som beskrevs av Frank Almeda. Miconia coloradensis ingår i släktet Miconia och familjen Melastomataceae.
Artens utbredningsområde är Panamá. Inga underarter finns listade i Catalogue of Life.